# Tímea Babos
Tímea Babos (født 10. maj 1993) er en ungarsk tennisspiller.

## Karriere
Hun repræsentere sit land under Sommer-OL 2012 i London, der hun blev slået ud i anden runde i singel.
I januar 2018 vandt Babos og Kristina Mladenovic double ved Australian Open efter at have besejret Jekaterina Makarov og Jelena Vesnina i finalen. 
I juni 2019 vandt Babos og Mladenovic French Open efter at have besejret Elise Mertens og Aryna Sabalenka i finalen.

## Eksterne Henvisninger
- Tímea Babos' profil på Olympics.com (engelsk)
- Tímea Babos' profil på Sports-Reference OL-resultater (arkiveret) (engelsk)
- Tímea Babos' profil på Olympedia (engelsk)
- Tímea Babos' profil hos Ungarns Olympiske Komité (ungarsk)
- Tímea Babos' profil hos WTA Tennis (engelsk)
- Tímea Babos' profil hos ITF Tennis (engelsk)
- Tímea Babos' profil hos Fed Cup (engelsk)
- Tímea Babos' profil hos ITF Tennis (engelsk)